# Altrincham F.C.

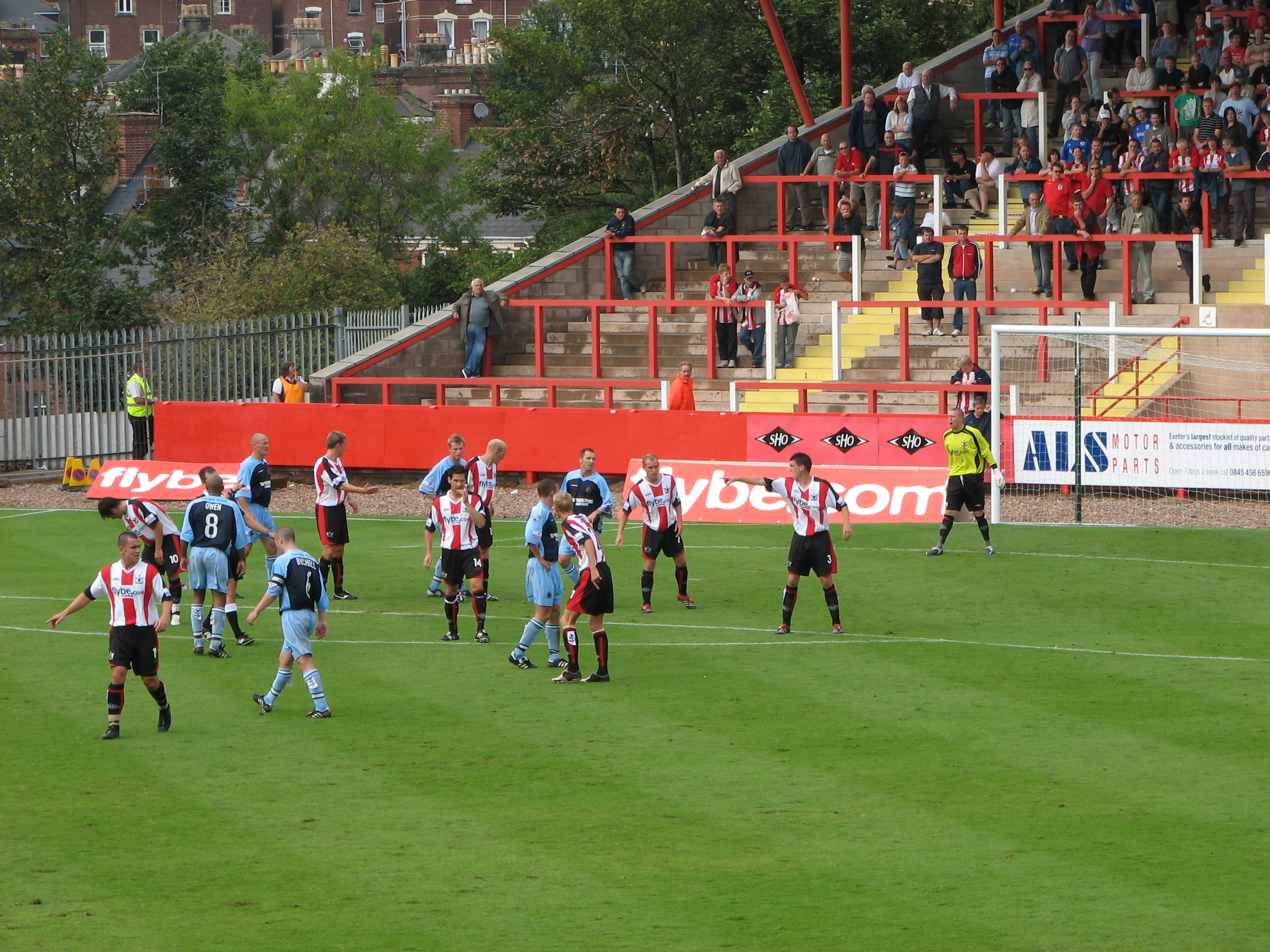
Exeter City vs Altrincham, trận đấu nằm trong khuôn khổ National League diễn ra vào ngày 19 tháng 8 năm 2006

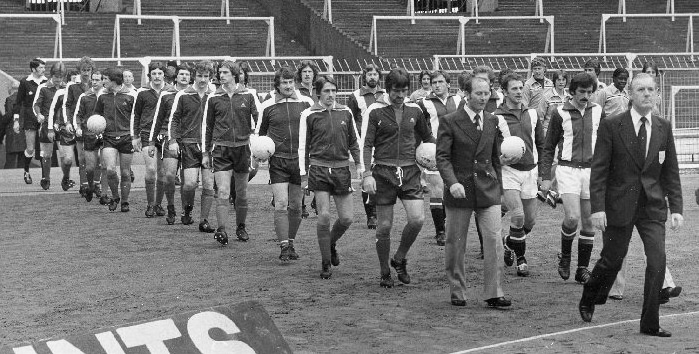
Trận đấu giữa Altrincham F.C. và Leatherhead F.C., Chung kết F. A. Trophy tại Sân vận động Wembley, tháng 4 năm 1978

Altrincham là một câu lạc bộ bóng đá bán chuyên nghiệp có trụ sở tại Altrincham, Greater Manchester, Anh. Được thành lập vào năm 1891 với biệt danh "the Robins", câu lạc bộ hiện đang chơi tại National League, giải hạng 5 bóng đá Anh. Đội có sân nhà tại Moss Lane.

## Thành tích
- National League
  - Nhà vô địch các mùa giải 1979–80, 1980–81
  - Nhà vô địch Bob Lord Trophy mùa giải 1980–81
- Northern Premier League
  - Nhà vô địch Premier Division các mùa giải 1998–99, 2017–18
  - Nhà vô địch Challenge Cup các mùa giải 1969–70, 1997–98[3]
  - Nhà vô địch Challenge Shield các mùa giải 1979–80, 1998–99
- Manchester League
  - Nhà vô địch các mùa giải 1904–05, 1906–07[4]
- Cheshire County League
  - Nhà vô địch các mùa giải 1965–66, 1966–67[3][5]
- FA Trophy
  - Nhà vô địch các mùa giải 1977–78, 1985–86[6][7][8]
- Cheshire Senior Cup
  - Nhà vô địch các mùa giải 1904–05, 1933–34, 1966–67, 1981–82, 1998–99, 2004–05, 2008–09[4]
  - Nhà vô địch League Cup các mùa giải 1932–33, 1950–51, 1963–64[3][4]
- Cheshire Amateur Cup
  - Nhà vô địch các mùa giải 1903–04[4]